# آپاچتا لیمانی
آپاچتا لیمانی (به اسپانیایی: Apacheta Limani) یک کوه و قله در پرو است که در منطقه موکگوا واقع شده‌است. آپاچتا لیمانی ۵٬۳۰۰ متر بالاتر از سطح دریا واقع شده‌است.